# Astraeus (schimmelgeslacht)
Astraeus is een geslacht van schimmels behorend tot de familie Diplocystaceae. Het geslacht werd voor het eerst in 1889 beschreven door de mycoloog Andrew Price Morgan.

## Soorten
Volgens Index Fungorum telt het geslacht elf soorten (peildatum april 2023):
| Soortnaam                           | Auteur(s)                                          | Publicatiejaar |
| ----------------------------------- | -------------------------------------------------- | -------------- |
| Astraeus asiaticus                  | Phosri, M.P. Martín & Watling                      | 2007           |
| Astraeus hygrometricus (Weerhuisje) | (Pers.) Morgan                                     | 1889           |
| Astraeus koreanus                   | (V.J. Staněk) Kreisel                              | 1976           |
| Astraeus morganii                   | Phosri, Watling & M.P. Martín                      | 2013           |
| Astraeus odoratus                   | Phosri, Watling, M.P. Martín & Whalley             | 2004           |
| Astraeus pteridis                   | (Shear) Zeller                                     | 1948           |
| Astraeus ryoocheoninii              | Ryoo                                               | 2017           |
| Astraeus sapidus                    | (Massee) P.-A. Moreau                              | 2017           |
| Astraeus sirindhorniae              | Watling, Phosri, Sihan., A.W. Wilson & M.P. Martín | 2014           |
| Astraeus smithii                    | Watling, M.P. Martín & Phosri                      | 2013           |
| Astraeus telleriae                  | M.P. Martín, Phosri & Watling                      | 2013           |